# アレクサンドル・ショーマス
アレクサンドル・ショーマス（Alexandre Schaumasse、1882年 – 1958年）はフランスの天文学者である。
17歳からパリ天文台でエルヴェ・フェイの助手を務め、小天体の観測をおこなった。1905年からシャルル・ノルマン（Charles Nordmann）のもとで気象観測を行った。1910年にミシェル・ジャコビニの後をついでニース天文台の観測者となった。1911年12月、周期彗星ショーマス彗星（24P/Schaumasse）を発見したほか、C/1913 J1 と C/1917 H1の2つの彗星を発見した。
小惑星(971)アルザシアと小惑星(1114)ロレーヌを発見。また小惑星(1797)ショーマスに名を残す。